# Minderbroedersklooster (Rekem)

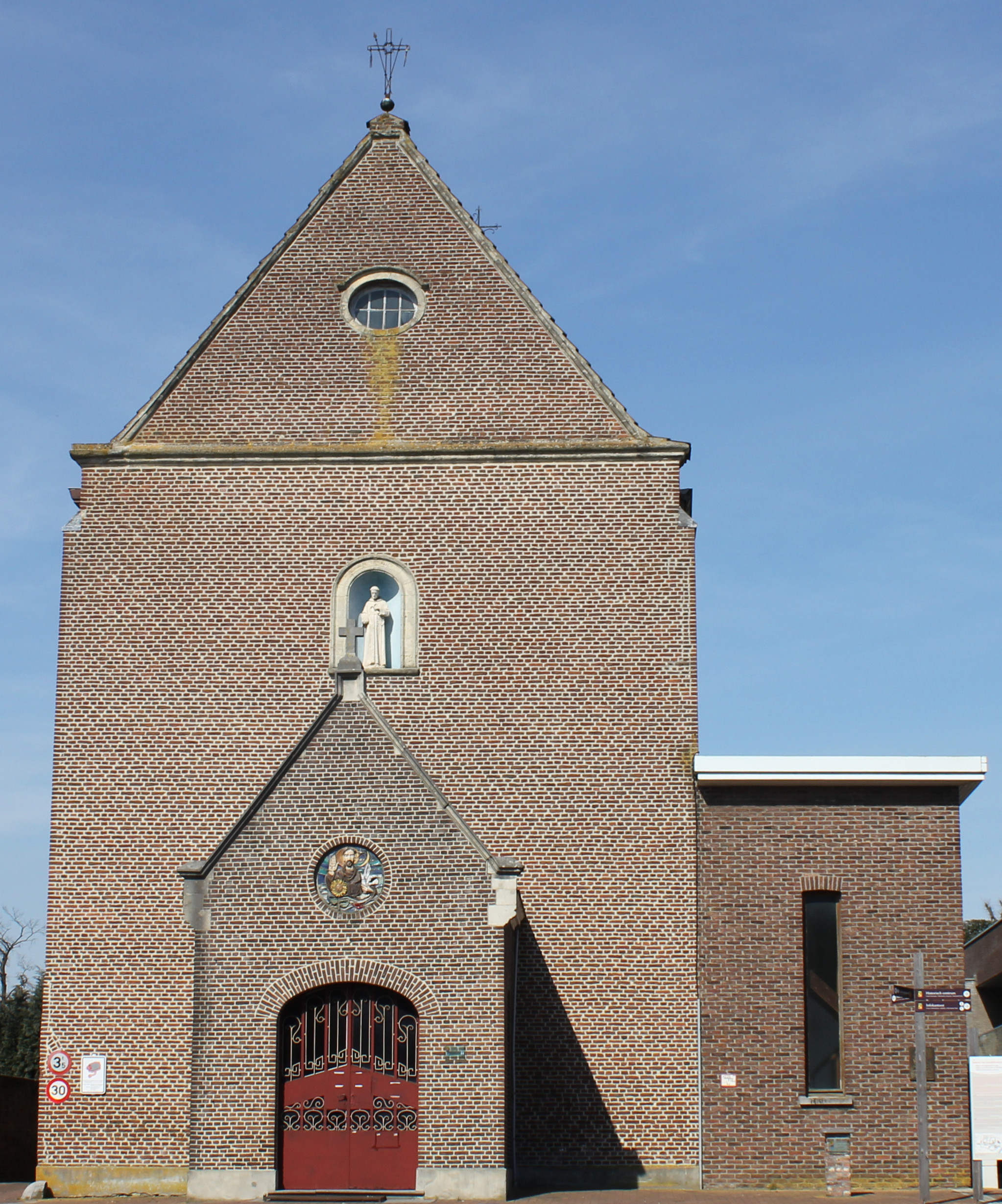
Paterskerk aan Sint Pieter te Rekem

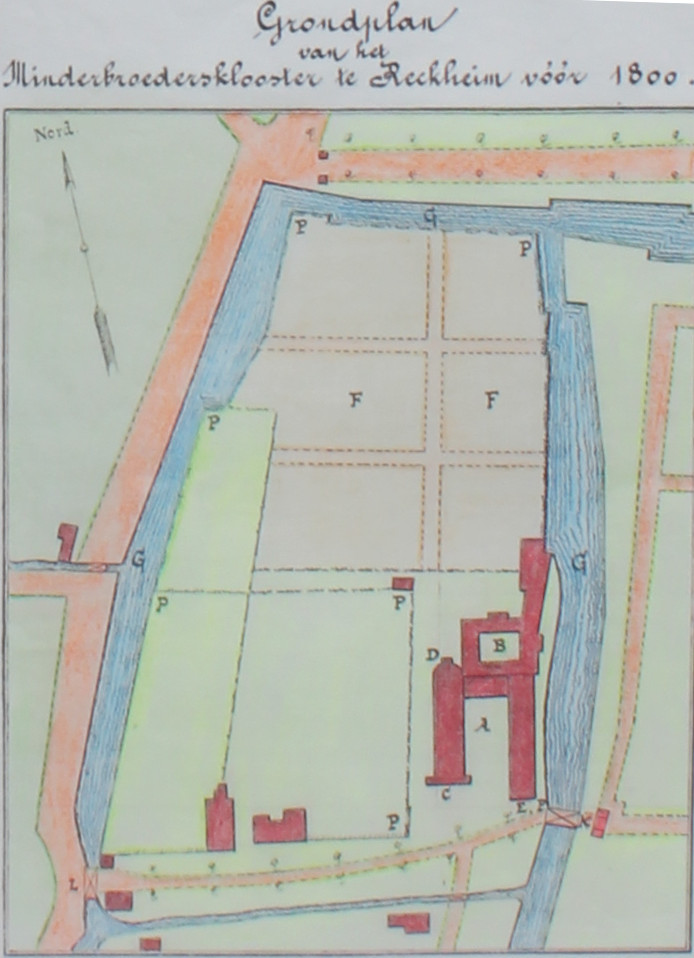
Grondplan van het klooster van voor 1800

Het Minderbroedersklooster is een klooster te Rekem, meer bepaald in de historische kern Oud-Rekem, dat bestaan heeft van 1707 tot 1797 en van 1847 tot 2004. Het is gelegen aan Sint Pieter.

## Geschiedenis
In 1675 deed graaf Maximiliaan Frans Gobert D'Aspremont-Lynden, ook Frans Gobert genoemd, heer van de vrije rijksheerlijkheid Rekem, een eerste poging om de minderbroeders aan te trekken. Omdat de onderhandelingen met de minderbroeders niet wilde vlotten wendde hij zich tot de orde van de karmelieten. Deze vestigde zich in Rekem in 1679.
De relatie tussen de graaf en de orde was echter geen al te beste en de karmelieten verlieten Rekem in 1684. Na hun vertrek ondernam de graaf een nieuwe poging met de minderbroeders. De orde bouwde in 1707 een klooster aan de rand van de oude stad. In 1725 werd hier een college aan verbonden.
In de tijd van de Franse overheersing verloor Rekem zijn zelfstandig statuut. Na de Franse inval in december 1792 viel op 1 oktober 1795 definitief het doek voor het graafschap. Op 4 oktober werd het klooster verzegeld. Het domein fungeerde van 1798 tot 1839 als landbouwbedrijf.
In 1840 werd het domein verkocht aan de norbertijnen van Postel en toen die in staat waren om hun goederen in Postel terug te kopen kochten de minderbroeders het klooster terug. Na hun terugkeer vergrootten en verfraaiden de paters de gebouwen.
Ze waren actief in de zielzorg en het verenigingsleven. Ook werd het clericaat van het provincialaat van de minderbroeders er gevestigd, waar de novicen theologie en filosofie studeerden.
Van 1957-1968 was in het klooster ook het Pastoor-van-Arscollege, waar mensen die op latere leeftijd priester wilden worden, opgeleid werden. Door het gebrek aan roepingen kwamen er steeds minder kloosterlingen, en in 2004 werd het klooster afgebroken. Hilarion Thans was een minderbroeder van het klooster te Rekem. Hij gaf er een tijdlang les en is er begraven.

## Beschrijving
Het klooster werd gesticht in 1707, en de kloosterkerk, de (Paterskerk), werd ingewijd in 1710. Het is een sobere bakstenen zaalkerk in classicistische stijl, met slechts een bescheiden dakruitertje als toren. Ten oosten van het koor bevonden zich de kloostergebouwen. Het kloosterdomein was vanouds omgracht en omvatte ook moestuinen en boomgaarden. De kloosterkerk is nog aanwezig, evenals enkele sterk aangepaste kloostergebouwen. Het portaal en een aangebouwde kapel zijn 20e-eeuws.